# Сертон, Пьер
Пьер Серто́н (фр. Pierre Certon; около 1515[…], Жьян — 23 февраля 1572, Париж) — французский композитор, один из главных авторов парижской шансон.

## Краткий очерк жизни и творчества
В 1529 г. упоминается как клирик парижского собора Нотр-Дам. В 1532 г. — клирик, с 1536 г. до конца жизни — руководитель хора дворцовой церкви Сент-Шапель в Париже; в этой должности занимался также сочинением церковной музыки. Около 1570 года удостоен почётного титула «композитор Королевской капеллы» (фр. compositeur de musique de la chapelle du Roy); такой же чести были удостоены только два парижских музыканта — Пьер Сандрен и Клеман Жанекен.
С большой вероятностью, Сертон был близким другом Клодена де Сермизи: в 1538 г. он сочинил фрикассе «Vivre ne puis content sans ma maistresse» («Жизнь не может быть счастливой без моей возлюбленной») на материале нескольких песен Сермизи, в 1562 г. — шестиголосную элегию на его смерть «Musiciens, chantres melodieux» («Музыканты, сладкозвучные певцы»).
Творческое наследие Сертона охватывает исключительно вокальные жанры: 8 месс (в том числе заупокойная месса и месса на материале собственной шансон «Sus le pont d’Avignon» — «Под Авиньонским мостом»), около 40 мотетов (в том числе три на текст знаменитого марианского антифона «Regina caeli»), многоголосные обработки (французских метризованных) псалмов (сборники 1545 или 1546, 1555) и 15 «духовных песен» (фр. chansons spirituelles; публиковались в разных сборниках; написаны в стилистике итальянских духовных мадригалов).
Крупнейшая и исторически наиболее значимая часть наследия Сертона — шансон (всего более 300), сборники которых регулярно печатали авторитетные французские типографы: Пьер Аттеньян, «Леруа и Баллар» (Le Roy & Ballard) и другие. Особенно важен последний прижизненный сборник «Les meslanges» («Всякая всячина», 1570; 94 композиции на 5-8 голосов) с многословным посланием (в дискантовом поголоснике) к Николя Лежандру, где композитор, рассуждая о средствах музыкальной выразительности, демонстрирует свою учёность.
Большинство шансон — небольшие по размеру и непритязательные по содержанию лирические пьесы, написанные преимущественно в моноритмической фактуре на силлабически распетые тексты. Изредка встречаются образцы более сложной полифонической разработки, с элементами канона и небольшими мелизмами, как в «Que n’est elle auprès de moy» («Почему она не со мной»). Шансон «Finy le bien» («Удача покинула меня») написана как вариация на знаменитую «Doulce mémoire» («Сладкое воспоминание») Пьера Сандрена; в ней используется тот же стиль, отчасти тот же текст, но мелодический материал точно не воспроизводится. Доныне большой популярностью пользуется «La la la, je ne l’ose dire» («Не смею сказать»). Исполняются также юмористические «Ung jour que madame dormoit» («Однажды, когда мадам ещё спала») и «Frère Thibault» («Брат Тибо») — на фривольный текст Клемана Маро, в ней речь идёт о подружке любвеобильного монаха, которая неудачно застревает в решётке, пытаясь проникнуть в его опочивальню.

## Рецепция

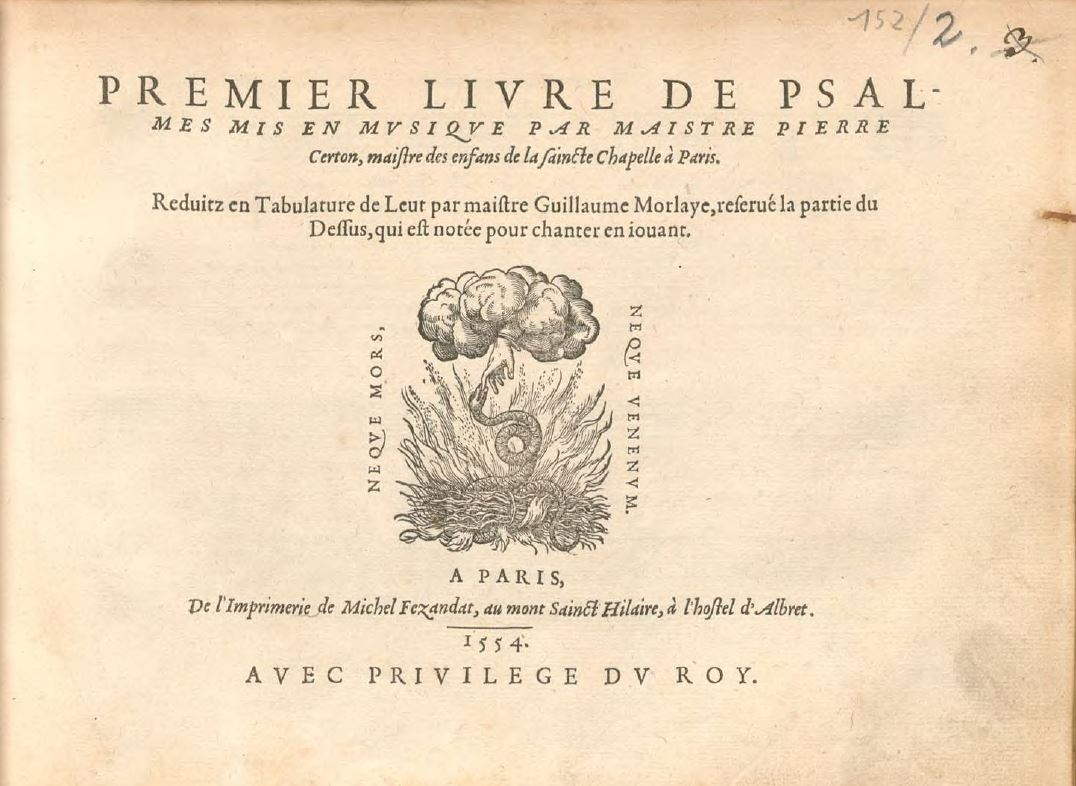
Титульный лист сборника «Первая книга псалмов» Сертона в лютневой интабуляции Морле, публикация 1554

О популярности Сертона свидетельствует Франсуа Рабле в прологе четвёртой книги романа «Гаргантюа и Пантагрюэль» (опубликована в 1552), где описывает Сертона в саду на отдыхе, распевающего неприcтойные стишки в компании других знаменитых французских композиторов.
Вокальную музыку Сертона неоднократно обрабатывали ещё при жизни автора — для разных инструментов, например, в 1554 году в лютневой интабуляции Гийома Морле была напечатана «Первая книга псалмов» Сертона (см. иллюстрацию). Инструментальные обработки встречаются и в XVII веке, например, обработкой песни «La la la, je ne l’ose dire» открывает свой сборник «Терпсихора, пятая из аонийских муз» Михаэль Преториус (1612).